# Le Long des trottoirs
Pour plus de détails, voir Fiche technique et Distribution.
Le Long des trottoirs est un film franco-italien de Léonide Moguy sorti en 1956.

## Synopsis
Hélène Dupré, la fille d'un riche industriel se dévoue pour les pauvres de son quartier au grand dam de son père et malgré les souhaits de son fiancé. Elle vient particulièrement en aide à une jeune fille qui vient de perdre sa grand mère et qu'elle invite à s'installer dans l'hôtel particulier familial. Sa présence ne plait guère aux parents mais séduit Jean-Pierre, le fils de la famille, ce qui provoquera son renvoi brutal, sans qu'Hélène n'en soit informée. Elle fera ensuite une rencontre qui la conduira à la prostitution.

## Fiche technique
- Réalisateur : Léonide Moguy
- Assistants réalisateurs : Ully Pickardt, Francis Caillaud
- Production: Speva Films (Paris), Francinex (Paris), Rizzoli Films (Rome)
- Distribution : Cinédis
- Scénario : Raymond Caillava, Michel Safra
- Musique : Joseph Kosma
- Image : André Bac
- Cadreur : Albert Viguier
- Décors : Jean d'Eaubonne
- Montage : Louisette Hautecoeur
- Genre: mélodrame social
- Durée : 100 minutes
- Date de sortie : 18 mai 1956

## Production
- Tournage :  du 6 février au 23 mars 1956 aux studios de Boulogne[1]

## Distribution
- Anne Vernon : Hélène Dupré
- Danik Patisson : Christine
- François Guérin : André Monod
- Simone Paris : Sabine Dupré
- René Blancard : M. Dupré
- Joëlle Bernard : Monique
- Yves Brainville : Commissaire Martin
- Pierre Fromont : Roger
- Paul Azaïs : Un joueur de poker
- Gaby Basset : La patronne
- Simone Berthier : Maria
- Guy Bertil : Jean-Pierre
- Jean Clarieux : Le père
- Jean Degrave : L'inspecteur
- Germaine Dermoz : La directrice
- Françoise Rosay : Mme Delahaye
- Gabriel Gobin :  l'ouvrier
- Max Mégy :  le complice